# Wincenty Świerczyński
Wincenty Świerczyński (ur. 14 lipca 1894 w Byszewach, zm. wiosną 1940 w Charkowie) – kapitan administracji (artylerii) Wojska Polskiego, ofiara zbrodni katyńskiej.

## Życiorys
Syn Józefa Makarego Wawrzyńca (1861–1913) i Heleny Anny z Plichtów (1870–1934), urodzony 14 lipca 1894 w Byszewach, w ówczesnym powiecie brzezińskim guberni piotrkowskiej. Był bratem Józefa (1893–1940), pułkownika dyplomowanego kawalerii, zamordowanego w Charkowie, Jana (1897–1969), pułkownika artylerii, Tomasza (1899–1918), chorążego artylerii, Zygmunta (1900–1982) i Tadeusza (1904–1978), porucznika kawalerii.
Podczas I wojny światowej walczył w szeregach armii rosyjskiej. W 1918 jako ochotnik wstąpił do Wojska Polskiego. W czasie wojny z bolszewikami pełnił służbę w Wojskowej Dyrekcji Telegrafu i Telefonów, potem w 7 Brygadzie Jazdy.
Po zakończeniu działań wojennych pozostał w wojsku jako oficer zawodowy. 1 czerwca 1921, w stopniu podporucznika, pełnił służbę w Dowództwie 1 Dywizji Jazdy, a jego oddziałem macierzystym był I batalion zapasowy telegraficzny. Później został przeniesiony do korpusu oficerów artylerii i wcielony do 8 pułku artylerii polowej w Płocku. 3 maja 1922 został zweryfikowany w stopniu porucznika ze starszeństwem od 1 czerwca 1919 i 609. lokatą w korpusie oficerów artylerii. Po 1924 został przeniesiony do kadry oficerów artylerii i przydzielony do Komendy Obozu Ćwiczeń Leśna. W listopadzie 1927 został przeniesiony do 9 pułku artylerii polowej (od 31 grudnia 1931 – 9 pułk artylerii lekkiej) w Białej Podlaskiej (od 1933 w Siedlcach). 2 grudnia 1930 prezydent RP nadał mu stopień kapitana z dniem 1 stycznia 1931 i 7. lokatą w korpusie oficerów artylerii. W 1937, w tym samym stopniu i starszeństwie, został przeniesiony do korpusu oficerów administracji (grupa administracyjna). W marcu 1939 w dalszym ciągu pełnił służbę w 9 pal na stanowisku oficera mobilizacyjnego. We wrześniu 1939 w Ośrodku Zapasowym Artylerii Lekkiej nr 9 w Brześciu.
W nieznanych okolicznościach, po agresji ZSRR na Polskę (17 września 1939), dostał się do sowieckiej niewoli i został osadzony w obozie w Starobielsku. Wiosną 1940 został zamordowany przez funkcjonariuszy NKWD w Charkowie i pogrzebany w Piatichatkach. Od 17 czerwca 2000 spoczywa na Cmentarzu Ofiar Totalitaryzmu w Charkowie. Figuruje na tzw. liście Gajdideja (poz. 3201).
5 października 2007 minister obrony narodowej Aleksander Szczygło mianował go pośmiertnie na stopień majora. Awans został ogłoszony 9 listopada 2007, w Warszawie, w trakcie uroczystości „Katyń Pamiętamy – Uczcijmy Pamięć Bohaterów”.

## Ordery i odznaczenia
- Krzyż Walecznych dwukrotnie[20][22][27]
- Srebrny Krzyż Zasługi – 1938 „za zasługi w służbie wojskowej”[21][28][22]
- Medal Pamiątkowy za Wojnę 1918–1921[5]
- Medal Dziesięciolecia Odzyskanej Niepodległości[5]